# Jorrel Hato
Jorrel Hato (* 7. März 2006 in Rotterdam) ist ein niederländischer Fußballspieler. Der Außenverteidiger steht seit 2025 beim FC Chelsea unter Vertrag.

## Karriere

### Verein
Hato begann seine Karriere in verschiedenen Jugendmannschaften. So spielte er unter anderem für Sportclub Feyenoord und Sparta Rotterdam. 2018 wechselte er in die Juniorenabteilung von Ajax Amsterdam. Im September 2022 sammelte der Spieler in der UEFA Youth League seine ersten internationalen Erfahrungen. Die Spiele bestritt er zusätzlich als Kapitän seiner Mannschaft. Wenige Monate später folgten im Januar 2023 die ersten Nominierungen für Spieltagskader der A-Mannschaft. Auf seine ersten Minuten im KNVB-Pokal folgte das Debüt in der Eredivisie im Februar desselben Jahres in einem Spiel gegen den SC Cambuur. In den folgenden Wochen steigerte sich seine Spielzeit. Währenddessen kam der Niederländer auch immer wieder für die zweite Mannschaft Jong Ajax zum Einsatz.
Im August 2025 unterschrieb Hato einen Siebenjahresvertrag beim FC Chelsea.

### Nationalmannschaft
Hato debütierte im November 2021 für die niederländische U16-Nationalmannschaft im Rahmen eines Freundschaftsspiels gegen Belgien. 2022 folgte der erste Einsatz für die U17. Im März 2023 qualifizierte er sich mit seiner Mannschaft als Kapitän für die U-17-Europameisterschaft im selben Jahr in Ungarn.
Nachdem er zuvor bereits vier Spiele für die U-21 absolviert hatte, feierte Hato am 21. November 2023 im EM-Qualifikationsspiel gegen Gibraltar sein Debüt als A-Nationalspieler.
Mit der U-21 nahm er an der Europameisterschaft 2025 teil und erreichte das Halbfinale.